# Mistrzostwa Świata w Piłce Siatkowej Mężczyzn 1949
I Mistrzostwa Świata w Piłce Siatkowej Mężczyzn odbyły się w dniach 10-18 września 1949 roku w Pradze w Czechosłowacji. Mecze odbywały się na zaadaptowanym otwartym korcie tenisowym.
Pierwszym mistrzem świata został Związek Radziecki, pokonując w decydującym spotkaniu Czechosłowację. Brąz zdobyła reprezentacja Bułgarii, czwarte miejsce zajęła reprezentacja Rumunii, a na piątym miejscu sklasyfikowano reprezentację Polski.

## System rozgrywek
W fazie grupowej dziesięć drużyn podzielono na trzy grupy (A, B, C). W grupie A znajdowały się cztery zespoły, natomiast w grupach B i C - po trzy. Z każdej grupy po dwie najlepsze reprezentacje awansowały do finału A. Pozostałe drużyny rywalizowały o miejsca 7-10 w finale B. Finał A i finał B rozgrywane były systemem kołowym. O miejscu w grupach decydowały kolejno: liczba zdobytych punktów, stosunek setów, stosunek małych punktów.

## Drużyny uczestniczące
Do Mistrzostw Świata 1949 nie odbywały się eliminacje. Udział w nich wzięły wszystkie zgłoszone reprezentacje. Do turnieju przystąpiło 10 zespołów z Europy.

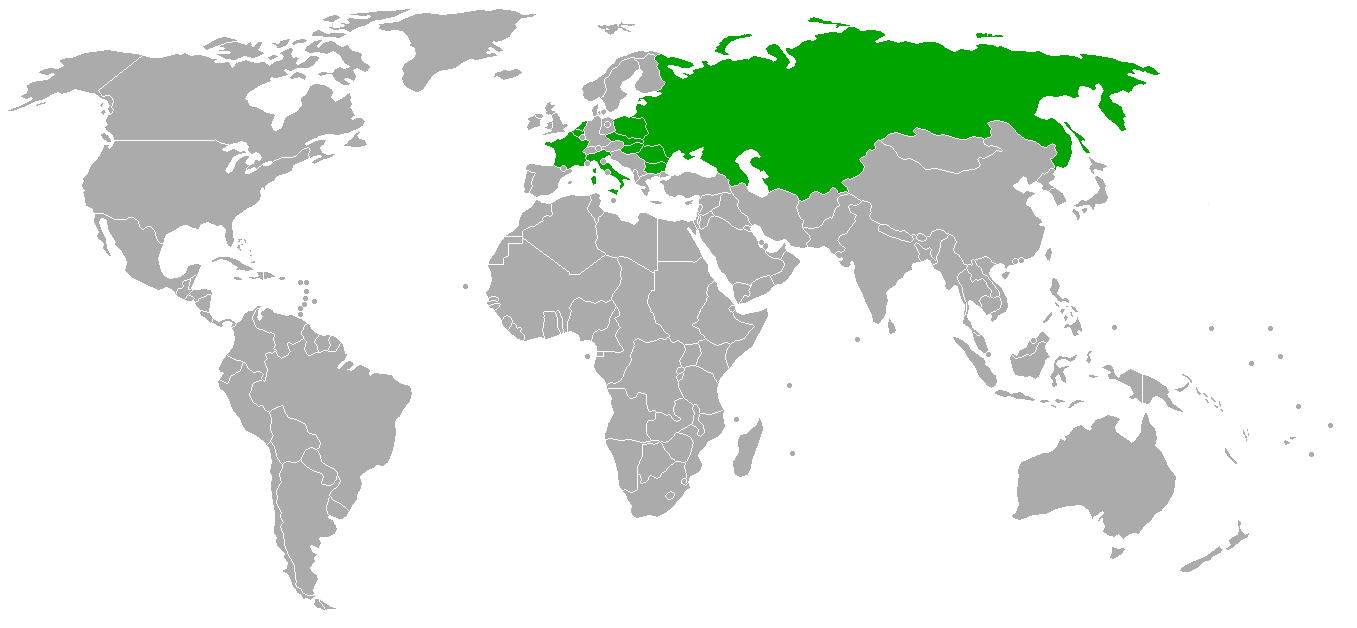
Państwa uczestniczące w mistrzostwach

| Uczestnicy mistrzostw                           | Uczestnicy mistrzostw            |
| ----------------------------------------------- | -------------------------------- |
| Belgia Bułgaria Czechosłowacja Francja Holandia | Polska Rumunia Węgry Włochy ZSRR |

## Faza grupowa

### Grupa A
Tabela
| Lp. | Drużyna | Pkt | Mecze | Mecze | Mecze | Sety | Sety | Sety  | Małe punkty | Małe punkty | Małe punkty |
| Lp. | Drużyna | Pkt | M     | W     | P     | wyg. | prz. | ratio | zdob.       | str.        | ratio       |
| --- | ------- | --- | ----- | ----- | ----- | ---- | ---- | ----- | ----------- | ----------- | ----------- |
| 1   | ZSRR    | 6   | 3     | 3     | 0     | 9    | 0    | MAX   | 136         | 55          | 2.473       |
| 2   | Rumunia | 5   | 3     | 2     | 1     | 6    | 5    | 1.200 | 130         | 118         | 1.102       |
| 3   | Węgry   | 4   | 3     | 1     | 2     | 5    | 6    | 0.833 | 123         | 129         | 0.953       |
| 4   | Belgia  | 3   | 3     | 0     | 3     | 0    | 9    | 0.000 | 48          | 135         | 0.356       |

Źródło: patrz niżej
Zasady ustalania kolejności: .
Punktacja: zwycięstwo – 2 pkt; porażka – 1 pkt
Wyniki spotkań
| 11.09.1949 | ZSRR | 3:0 (15:1, 15:6, 15:3) | Belgia |

| 11.09.1949 | Rumunia | 3:2 (15:6, 7:15, 9:15, 15:11, 15:10) | Węgry |

| 12.09.1949 | Węgry | 3:0 (15:8, 15:13, 15:2) | Belgia |

| 12.09.1949 | ZSRR | 3:0 (15:4, 15:6, 16:14) | Rumunia |

| 13.09.1949 | Rumunia | 3:0 (15:4, 15:2, 15:9) | Belgia |

| 13.09.1949 | ZSRR | 3:0 (15:9, 15:3, 15:9) | Węgry |

### Grupa B
Tabela
| Lp. | Drużyna  | Pkt | Mecze | Mecze | Mecze | Sety | Sety | Sety  | Małe punkty | Małe punkty | Małe punkty |
| Lp. | Drużyna  | Pkt | M     | W     | P     | wyg. | prz. | ratio | zdob.       | str.        | ratio       |
| --- | -------- | --- | ----- | ----- | ----- | ---- | ---- | ----- | ----------- | ----------- | ----------- |
| 1   | Bułgaria | 4   | 2     | 2     | 0     | 6    | 0    | MAX   | 103         | 57          | 1.807       |
| 2   | Francja  | 3   | 2     | 1     | 1     | 3    | 4    | 0.750 | 86          | 88          | 0.977       |
| 3   | Włochy   | 2   | 2     | 0     | 2     | 2    | 6    | 0.333 | 73          | 117         | 0.624       |

Źródło: patrz niżej
Zasady ustalania kolejności: .
Punktacja: zwycięstwo – 2 pkt; porażka – 1 pkt
Wyniki spotkań
| 10.09.1949 | Bułgaria | 3:1 (15:7, 13:15, 15:4, 15:4) | Włochy |

| 11.09.1949 | Bułgaria | 3:0 (15:8, 15:9, 15:10) | Francja |

| 13.09.1949 | Francja | 3:1 (14:16, 15:10, 15:5, 15:12) | Włochy |

### Grupa C
Tabela
| Lp. | Drużyna        | Pkt | Mecze | Mecze | Mecze | Sety | Sety | Sety  | Małe punkty | Małe punkty | Małe punkty |
| Lp. | Drużyna        | Pkt | M     | W     | P     | wyg. | prz. | ratio | zdob.       | str.        | ratio       |
| --- | -------------- | --- | ----- | ----- | ----- | ---- | ---- | ----- | ----------- | ----------- | ----------- |
| 1   | Czechosłowacja | 4   | 2     | 2     | 0     | 6    | 0    | MAX   | 90          | 21          | 4.286       |
| 2   | Polska         | 3   | 2     | 1     | 1     | 3    | 3    | 1.000 | 65          | 57          | 1.140       |
| 3   | Holandia       | 2   | 2     | 0     | 2     | 0    | 6    | 0.000 | 13          | 90          | 0.144       |

Źródło: patrz niżej
Zasady ustalania kolejności: .
Punktacja: zwycięstwo – 2 pkt; porażka – 1 pkt
Wyniki spotkań
| 10.09.1949 | Polska | 3:0 (15:2, 15:7, 15:3) | Holandia |

| 11.09.1949 | Czechosłowacja | 3:0 (15:5, 15:10, 15:5) | Polska |

| 12.09.1949 | Czechosłowacja | 3:0 (15:0, 15:0, 15:1) | Holandia |

## Faza finałowa

### Finał B
Tabela
| Lp. | Drużyna  | Pkt | Mecze | Mecze | Mecze | Sety | Sety | Sety  | Małe punkty | Małe punkty | Małe punkty |
| Lp. | Drużyna  | Pkt | M     | W     | P     | wyg. | prz. | ratio | zdob.       | str.        | ratio       |
| --- | -------- | --- | ----- | ----- | ----- | ---- | ---- | ----- | ----------- | ----------- | ----------- |
| 1   | Węgry    | 6   | 3     | 3     | 0     | 9    | 1    | 9.000 | 149         | 89          | 1.674       |
| 2   | Włochy   | 5   | 3     | 2     | 1     | 6    | 3    | 2.000 | 124         | 79          | 1.570       |
| 3   | Belgia   | 4   | 3     | 1     | 2     | 3    | 6    | 0.500 | 87          | 113         | 0.770       |
| 4   | Holandia | 3   | 3     | 0     | 3     | 1    | 9    | 0.111 | 70          | 149         | 0.470       |

Źródło: patrz niżej
Zasady ustalania kolejności: .
Punktacja: zwycięstwo – 2 pkt; porażka – 1 pkt
Wyniki spotkań
| 15.09.1949 | Włochy | 3:0 (15:4, 15:5, 15:6) | Belgia |

| 15.09.1949 | Węgry | 3:1 (15:3, 15:3, 14:16, 15:6) | Holandia |

| 16.09.1949 | Włochy | 3:0 (15:2, 15:11, 15:6) | Holandia |

| 16.09.1949 | Węgry | 3:0 (15:4, 15:10, 15:13) | Belgia |

| 17.09.1949 | Belgia | 3:0 (15:4, 15:6, 15:13) | Holandia |

| 17.09.1949 | Węgry | 3:0 (15:12, 15:12, 15:10) | Włochy |

### Finał A
Tabela
| Lp. | Drużyna        | Pkt | Mecze | Mecze | Mecze | Sety | Sety | Sety  | Małe punkty | Małe punkty | Małe punkty |
| Lp. | Drużyna        | Pkt | M     | W     | P     | wyg. | prz. | ratio | zdob.       | str.        | ratio       |
| --- | -------------- | --- | ----- | ----- | ----- | ---- | ---- | ----- | ----------- | ----------- | ----------- |
| 1   | ZSRR           | 10  | 5     | 5     | 0     | 15   | 2    | 7.500 | 256         | 127         | 2.016       |
| 2   | Czechosłowacja | 9   | 5     | 4     | 1     | 13   | 3    | 4.333 | 230         | 131         | 1.756       |
| 3   | Bułgaria       | 8   | 5     | 3     | 2     | 9    | 10   | 0.900 | 194         | 224         | 0.866       |
| 4   | Rumunia        | 7   | 5     | 2     | 3     | 8    | 11   | 0.727 | 210         | 239         | 0.879       |
| 5   | Polska         | 6   | 5     | 1     | 4     | 6    | 12   | 0.500 | 178         | 243         | 0.733       |
| 6   | Francja        | 5   | 5     | 0     | 5     | 1    | 15   | 0.067 | 135         | 239         | 0.565       |

Źródło: patrz niżej
Zasady ustalania kolejności: .
Punktacja: zwycięstwo – 2 pkt; porażka – 1 pkt
Wyniki spotkań
| 14.09.1949 | Czechosłowacja | 3:0 (15:7, 15:3, 15:2) | Polska |

| 14.09.1949 | ZSRR | 3:1 (14:16, 15:6, 15:6, 15:11) | Rumunia |

| 14.09.1949 | Bułgaria | 3:0 (15:10, 16:14, 15:11) | Francja |

| 15.09.1949 | Czechosłowacja | 3:0 (15:8, 15:1, 15:8) | Bułgaria |

| 15.09.1949 | ZSRR | 3:0 (15:9, 15:5, 15:6) | Polska |

| 15.09.1949 | Rumunia | 3:1 (15:8, 11:15, 15:11, 15:11) | Francja |

| 16.09.1949 | Czechosłowacja | 3:0 (15:2, 15:6, 15:11) | Francja |

| 16.09.1949 | Rumunia | 3:1 (9:15, 15:6, 15:10, 15:9) | Polska |

| 16.09.1949 | ZSRR | 3:0 (15:8, 15:4, 15:1) | Bułgaria |

| 17.09.1949 | Czechosłowacja | 3:0 (15:6, 15:7, 15:8) | Rumunia |

| 17.09.1949 | Bułgaria | 3:2 (13:15, 15:12, 15:10, 10:15, 15:7) | Polska |

| 17.09.1949 | ZSRR | 3:0 (15:4, 15:1, 15:0) | Francja |

| 18.09.1949 | Polska | 3:0 (17:15, 15:10, 15:6) | Francja |

| 18.09.1949 | Bułgaria | 3:1 (15:8, 15:5, 5:15, 15:12) | Rumunia |

| 18.09.1949 | ZSRR | 3:1 (15:7, 15:11, 17:19, 15:13) | Czechosłowacja |

## Klasyfikacja końcowa
| Miejsce | Reprezentacja  |
| ------- | -------------- |
| złoto   | ZSRR           |
| srebro  | Czechosłowacja |
| brąz    | Bułgaria       |
| 4       | Rumunia        |
| 5       | Polska         |
| 6       | Francja        |
| 7       | Węgry          |
| 8       | Włochy         |
| 9       | Belgia         |
| 10      | Holandia       |